# Ichneumon cynthiae
Ichneumon cynthiae är en stekelart som beskrevs av Joseph Kriechbaumer 1888. Ichneumon cynthiae ingår i släktet Ichneumon och familjen brokparasitsteklar. Arten är reproducerande i Sverige. Utöver nominatformen finns också underarten I. c. sarekensis.